# Торбеши

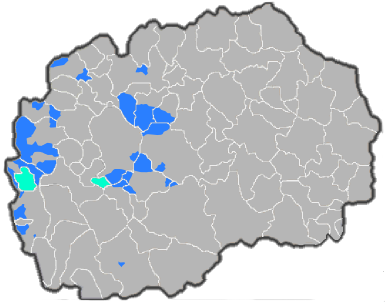
Районы расселения македонцев-мусульман в Македонии
Районы Македонии, в которых македонцы-мусульмане составляют большинство населения

Торбеши (макед. Торбеши) — субэтнос македонского народа. Говорят на македонском языке и исповедуют ислам, принятый в XV—XVIII веках.
Проживают в западных районах Республики Македонии — область Река, Жупа и др. Часть из них подверглась тюркизации (в Деборской Жупе и в районе Кичево) или албанизации (северо-западнее Гостивара). Несмотря на то, что торбеши говорят на македонском языке, часть из них считает себя албанцами или турками. Особенностью самоидентификации балканского населения является приоритет конфессиональной принадлежности. Вследствие этого у торбешей нет чёткого этнического самосознания, что подтверждают данные переписи 2002 года: при том, что торбеши относили себя преимущественно к македонцам с мусульманской религией, часть из них называли себя также албанцами, турками, боснийцами и просто «мусульманами».
Некоторые авторы утверждают, что славяноязычные мусульмане Албании являются болгарами.
Русский славист Афанасий Селищев утверждал, что торбешами зовут болгар-потурченцев в Дебрском, в Скопском и в Положском краях.